# Krásná Lípa
Pour les articles homonymes, voir Krasna et Lípa.
Krásná Lípa (en allemand : Schönlinde) est une ville du district de Děčín, dans la région d'Ústí nad Labem, en Tchéquie. Sa population s'élevait à 3 428 habitants en 2021.

## Géographie
Krásná Lípa est située sur le cours de la rivière Kirnitzsch (en tchèque : Křinice), affluent de la rive droite de l'Elbe, dans une vallée entre l'Elbsandsteingebirge et les monts de Lusace (en tchèque : Lužické hory). Krásná Lípa se trouve à 27 km au nord-est de Děčín, à 43 km au nord-est d'Ústí nad Labem et à 94 km au nord de Prague.
La commune est limitée par Staré Křečany et Rumburk au nord, par Varnsdorf à l'est, par Rybniště et Chřibská au sud, et par Doubice à l'ouest.

## Histoire
La ville a été fondée en 1361, sous la forme d'un village nommé, en allemand, Schönlinde (littéralement « le beau tilleul », qui figure sur les armes de la ville). Elle fut ensuite colonisée par des familles germanophones venant de haute Franconie.
À partir du XVIIe siècle, le village se spécialisa dans l'industrie textile, notamment la fabrication de corde. Une manufacture textile fut créée en 1731 et Schönlinde devint un des principaux centres textiles de la Bohême septentrionale.

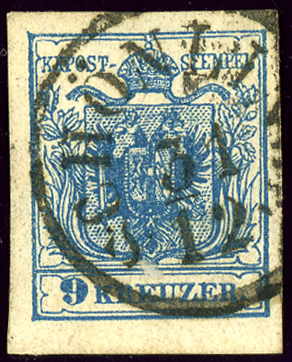
Timbre de l'empire d'Autriche, émission de 1850, oblitéré Schönlinde.

Jusqu'en 1918, la ville de Schönlinde faisait partie de l'empire d'Autriche, puis d'Autriche-Hongrie (Cisleithanie après le compromis de 1867), dans le district de Rumburg (Rumburk), l'un des 94 Bezirkshauptmannschaften en Bohême.
La population de la commune atteignit 6 930 habitants au recensement de 1910 puis commença à décliner. La Seconde Guerre mondiale porta un coup sévère à la ville, en raison de l'expulsion, à la suite des décrets Beneš de 1945, de toute la population germanophone de la région des Sudètes vers l'Allemagne. Schönlinde perdit ainsi la moitié de sa population et 300 maisons furent démolies.

## Administration
La commune se compose de neuf quartiers :
- Krásná Lípa
- Dlouhý Důl
- Hely
- Kamenná Horka
- Krásný Buk
- Kyjov
- Sněžná
- Vlčí Hora
- Zahrady

## Transports
Par la route, Krásná Lípa se trouve  à 6 km de Rumburk, à 35 km de Děčín, à 58 km d'Ústí nad Labem et à 126 km de Prague.

## Personnalités
- Gerhard Mitter (1935-1969), coureur automobile allemand, né à Schönlinde.
- Thaddäus Palme (1765-1836), instituteur et musicien, né à Schönlinde

## Jumelages
- Eibau (Allemagne)
- Hinterhermsdorf (de) (Allemagne)